# Italo Ariata
Italo Ariata (Briona, 8 maggio 1904 – dopo il 2 agosto 1939) è stato un politico italiano.